# Esbjörn Svensson Trio
Das Esbjörn Svensson Trio, (e.s.t.), war ein schwedisches Jazz-Trio, das 1993 gegründet wurde und ohne Besetzungswechsel bis zum Unfalltod von Esbjörn Svensson 2008 existierte.
Mitglieder des Trios waren der Pianist Esbjörn Svensson, der Bassist Dan Berglund und der Schlagzeuger Magnus Öström. e.s.t. war nicht nur einer der bekanntesten Vertreter der skandinavischen Jazzszene, sondern auch eine der erfolgreichsten europäischen Jazzformationen.

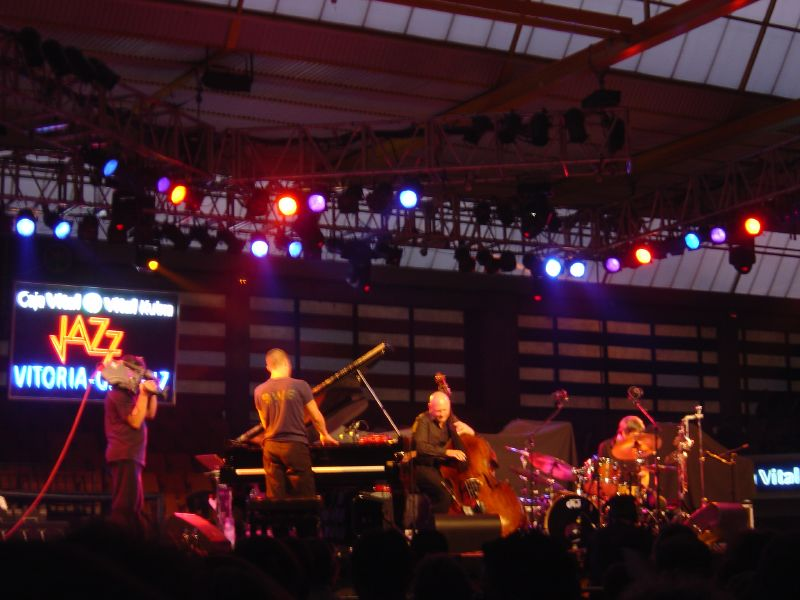
Das Esbjörn Svensson Trio im Juli 2003

Die Musik verbindet durchgestalteten Jazz mit Elementen der Popmusik und des Drum and Bass.

## Das Trio
Zur Verwirklichung seiner musikalischen Ideen fand Svensson in Magnus Öström und ab 1993 in Dan Berglund die adäquaten Mitmusiker für sein Esbjörn Svensson Trio. Im selben Jahr veröffentlichte das Trio sein Debütalbum When Everyone Has Gone. Kurze Zeit später folgten weitere Veröffentlichungen.
Mitte der 1990er Jahre hatte sich das Trio in Schweden einen Namen gemacht. 1995 und 1996 wurde Svensson als schwedischer „Jazzmusiker des Jahres“ ausgezeichnet. Die 1997 veröffentlichte CD Winter in Venice erhielt den schwedischen Grammis. Mit dem 1999 publizierten Album From Gagarin’s Point of View und der Teilnahme an den Festivals JazzBaltica und Montreux war der internationale Durchbruch erreicht.
Ein Jahr später spielte e.s.t. auf wichtigen Festivals in Europa, USA und Japan. Das Album Strange Place for Snow erhielt den Jahrespreis der Deutschen Schallplattenkritik und andere internationale Preise. Stücke dieser CD wurden als Soundtrack für einen Film ausgewählt.(welcher?) Seven Days of Falling hatte in Europa, USA und Japan großen Erfolg. Das Trio wurde daraufhin 2004 mit dem Hans-Koller-Preis ausgezeichnet. 2005 war es als erste europäische Formation auf der Titelseite des renommierten US-Magazins Downbeat zu sehen. Der Tod von Esbjörn Svensson bei einem Tauchunfall 2008 hatte die Auflösung der Formation zur Folge.
Von 2013 bis 2017 gingen Magnus Öström und Dan Berglund mit dem Projekt e.s.t. symphony auf Tournee, welches unter der Leitung des schwedischen Arrangeurs und Dirigenten Hans Ek symphonische Versionen der e.s.t.-Stücke spielte. Im Jahr 2023 fanden Konzerte von Öström und Berglund mit Gastmusikern statt, aus denen das Live-Album e.s.t. 30 entstand, das sie bei JazzBaltica 2024 vorstellten.

## Werdegang
In der Musik des Trios werden Brüche hörbar, sowohl musikalisch als auch gesellschaftlich. Allerdings ging seine Radikalität nie so weit, seine Wurzeln zu vergessen. Die drei betonten immer wieder, voll in der amerikanischen Jazztradition zu stehen, ohne daran festzuhalten. Mit seinen vielschichtigen Klangerweiterungen, zum Teil mit elektronischen Mitteln, hat das Trio seine eigene, „perkussiv atmende, sich weiträumig entwickelnde Musik“ gefunden.
Die Band hatte eine andere Spielhaltung als herkömmliche Jazzgruppen: Diese bestand „in ihrer Vorliebe für Riffs, im forcierten Puls der Rhythmusgruppe, vor allem aber darin, dass sie wie eine Rockgruppe ihren eigenen Klang zu definieren trachteten, oft mithilfe von elektronischen Geräten.“ Verändert waren auch „das Timing und die Interaktion“ zwischen den Musikern: „Das Trio hatte eine organische Form der Improvisation entwickelt, es schien, als würde niemand Solo spielen, dabei taten es alle zugleich.“
e.s.t. war eigentlich eine Unmöglichkeit in sich: Es sah sich selbst als Popband, die Jazz spielte. Das Trio unterschied sich von anderen Jazzgruppen der Gegenwart dadurch, dass die Musiker sich ganz auf die Arbeit in dieser Formation konzentrierten und sich kaum mit weiteren Projekten ablenkten. Die drei Solisten spielten nicht nur Jazzgigs, sondern traten auch da auf, wo normalerweise Rockbands spielten.

## Diskografie

### Studioalben
- 1993: When Everyone Has Gone
- 1996: E.S.T. Plays Monk (Coveralbum mit Songs von Thelonious Monk)
- 1997: Winter in Venice
- 1999: From Gagarin’s Point of View[13] (DE: Gold (German Jazz Award))
- 2000: Good Morning Susie Soho (DE: Gold (German Jazz Award))
- 2002: Strange Place for Snow (DE: Gold (German Jazz Award))
- 2003: Seven Days of Falling
- 2005: Viaticum
- 2006: Tuesday Wonderland
- 2008: Leucocyte (Posthum)
- 2012: 301 (Posthum)

### Livealben
- 1995: E.S.T. Live ’95[14] (DE: Gold (German Jazz Award))
- 2003: Live in Stockholm, DVD aufgenommen im Dezember 2000, mit Interview
- 2005: Viaticum Live in Berlin
- 2007: Live in Hamburg aufgenommen am 22. November 2006 in der Laeiszhalle, Aufzeichnung des NDR (DE: Gold (German Jazz Award))
- 2016: E.S.T. Symphony, ACT
- 2018: E.S.T. live in London, ACT, rec. 2005, ed. 2018
- 2019: E.S.T. Live in Gothenburg , ACT, rec. 2001, ed. 2019

als Magnus Öström & Dan Berglund
- 2024: e.s.t. 30, ACT,  rec. 2023, ed. 2024

### Kompilationen
- 2009: Retrospective - The Very Best of E.S.T.